# Mitch Hedberg
Mitch Hedberg (ur. 24 lutego 1968, zm. 30 marca 2005) – amerykański komik stand-up. Był znany z niecodziennego spojrzenia na świat, stonowanej prezentacji i zapadających w pamięć tekstów. Duża część jego repertuaru to ciąg jednowierszowych, absurdalnych żartów.

## Życiorys
Rozpoczął swoją karierę w 1989, występując w wieczorach open mike w południowej Florydzie. Dwa lata później przeprowadził się do Seattle i kontynuował pracę, podczas gdy jego popularność systematycznie wzrastała. Przez kolejnych kilka lat pracował nad swoim materiałem i walczył z tremą, która była na tyle poważna, że zdarzało mu się występować z zamkniętymi oczami.
Jego pierwsze ogólnokrajowe wystąpienie miało miejsce dzięki Comedy Central – kanałowi telewizyjnemu nadającemu między innymi występy komików. Hedberg pojawił się także 10-krotnie w Late Show with David Letterman i stał się jednym z najbardziej popularnych amerykańskich komików. Jego sceniczna postać, mimo widocznego zdenerwowania, była zawsze pozytywnie odbierana. Mitch potrafił śmiać się z kiepskiej reakcji publiczności na jego niektóre żarty.
Jego humor składał się zarówno z jednowierszowców („Jestem przeciwko pikietowaniu, ale nie wiem jak to zademonstrować”), do delikatnie dłuższych materiałów zaczerpniętych z życia codziennego.

### Zdrowie
Mitch Hedberg był znany z używania narkotyków. W maju 2003 został aresztowany w Teksasie za posiadanie heroiny. W 2004 jego kontakt z narkotykami wydawał się wymykać spod kontroli, a 23 września pojawił się na scenie pod wpływem narkotyków; niemalże zemdlał, poprosił widownię o działkę, po czym przyjął ją doustnie przed publicznością. Podczas kilku innych przedstawień otwarcie prosił publiczność o „jakiekolwiek prochy”.
Mitch urodził się z uszkodzonym sercem, jako dziecko był poddawany rozległej terapii z tym związanej. Jego śmierć w New Jersey 30 marca 2005 nastąpiła podobno właśnie z powodu serca i przemęczenia związanego z intensywnym trybem życia. Jego żona nie opublikowała raportu z sekcji, w związku z czym nie wiadomo, czy zawiniło serce, czy przyczyniły się do niej narkotyki.

## Dyskografia
- Mitch All Together (2003)
- Strategic Grill Locations (1999)

## Filmografia
- Lords of Dogtown (2005) (Urethane Wheels Guy)
- Almost Famous (2000) (Eagles Road Manager)
- Los Enchiladas! (1999) (Lee)
- International Partyers

## Wystąpienia TV
- Comedy Central Presents (Sam siebie)
- Late Friday (2001) odc.124 (Sam siebie)
- Premium Blend ep. 2002 (Sam siebie)
- Ed (2001) odc.110 (Dave)
- Różowe lata siedemdziesiąte (1998) odc.111 (Frank)
- Home Movies (1999) odc.105, 111, 113 jako Mitch, Gliniarz, i Konsultant ds. Zarządzania Agresją.
- Dr. Katz, Professional Therapist (Sam siebie)